# Alfred Mühr
Alfred Fritz Max Mühr (Pseudonym Friedrich Gontard) (* 16. Januar 1903 in Berlin; † 11. Dezember 1981 in Zusmarshausen) war während der Weimarer Republik ein rechtsgerichteter, dem Nationalsozialismus nahe stehender Journalist und Theaterkritiker. Während des Dritten Reiches war er Autor und Intendant. Nach 1945 lebte er als freier Schriftsteller.

## Leben
Der Vater war ein preußischer Amtmann und die Mutter war Tochter eines Schlossers. Er besuchte das Reform-Realgymnasium in Berlin, scheiterte aber beim Abitur. Daraufhin wurde er Journalist.
Er war Feuilletonredakteur bei der Deutschen Zeitung (1924–1934). Im Jahr 1927 prägte er in einem Artikel über eine Inszenierung von Erwin Piscator den Begriff Kulturbolschewismus. Er schrieb, dass ein Weltanschauungstheater der Rechtsgeistigen fehle. Sollte die Mobilisierung des Rechtsgeistigen nicht gelingen, erhebt sich in der Volksbühne die kommende Generation des Kulturbolschewismus und überstürmt Deutschland und seine faulen Bürger. Nicht zuletzt auf Mührs Appell hin bildete sich eine Großdeutsche Theatergemeinschaft. Er kritisierte das Bürgertum und warf diesem 1928 in einer Essaysammlung „Kulturbankrott“ vor. Im Jahr 1930 diskutierte er im Radio mit Ernst Toller über dieses Thema. Er hoffte, dass die Nationalsozialisten eine Erneuerung des Geistes mit Hilfe der Kulturpolitik durchführen würden.
Obgleich Hermann Göring ihn noch im Juni von der Staatspolizei als „systematischer Hetzer und Saboteur am nationalsozialistischen Aufbau“ beobachten ließ und Hausverbote aussprach wurde er im September 1934 Schauspieldirektor und stellvertretender Generalintendant der preußischen Staatstheater. Außerdem war er Dozent an der zugehörigen Schauspielschule. In diesen Funktionen war er bis zum Ende des Zweiten Weltkrieges enger Mitarbeiter von Gustaf Gründgens. Er schrieb auch weiterhin Aufsätze, veröffentlichte Bücher und Hörspiele. Im Jahr 1937 war er am Film Zitadelle von Warschau beteiligt.
Wegen seiner nationalsozialistischen Vergangenheit lebte er nach 1945 zurückgezogen in Bayern. Er blieb weiter als Autor tätig und schrieb Novellen, Romane, Jugend- und Sachbücher. Unter Pseudonym schrieb er auch einige antikirchliche Schriften.